# Scheldegroppe
Die Scheldegroppe (Cottus perifretum) ist ein kleiner, nur zehn Zentimeter lang werdender Süßwasserfisch. Er kommt in Großbritannien, in der französischen und belgischen Schelde, im Rhein südlich bis Karlsruhe, in der Mosel, in der Sieg, in der unteren Loire und der unteren Garonne vor. 

## Merkmale
Cottus perifretum wird zehn Zentimeter lang. Von anderen Cottus-Arten des nordwestlichen Europa unterscheidet sich Cottus perifretum durch das Fehlen eines Querbands in den Bauchflossen und der Ausdehnung der Körperbestachelung bis auf den Schwanzflossenstiel bei Jungfischen und den meisten Adulten. Sie fehlt allerdings manchmal bei großen Männchen. Der Augendurchmesser beträgt 18 bis 21 % der Kopflänge. Die Rückenflosse ist bei paarungsbereiten Männchen schwarz oder marmoriert. Die Afterflosse wird von 11 bis 13 Flossenstrahlen gestützt. Ihr letzter Flossenstrahl ist durch eine Membran auf fast ihrer gesamten Länge mit dem Körper verbunden.

## Lebensweise
Cottus perifretum bewohnt alle Arten von fließenden und stehenden Gewässern mit steinigem Bodengrund, einschließlich großer Flüsse. Die Scheldegroppe ernährt sich von kleinen, bodenbewohnenden Wirbellosen.